# 天主教特魯希略教區 (洪都拉斯)
天主教特魯希略教區（拉丁語：Dioecesis Truxillensis in Honduria）是洪都拉斯一個羅馬天主教教區，屬特古西加爾巴總教區。
教區成立於1987年7月3日，包括格拉西亚斯-阿迪奥斯省和科隆省，2010年有教友230,000人（佔轄區總人口70.3%）、十個堂區、二十名司鐸。現任教區主教為類思·斐理伯·索萊·法。